# Präst-Olles sjö

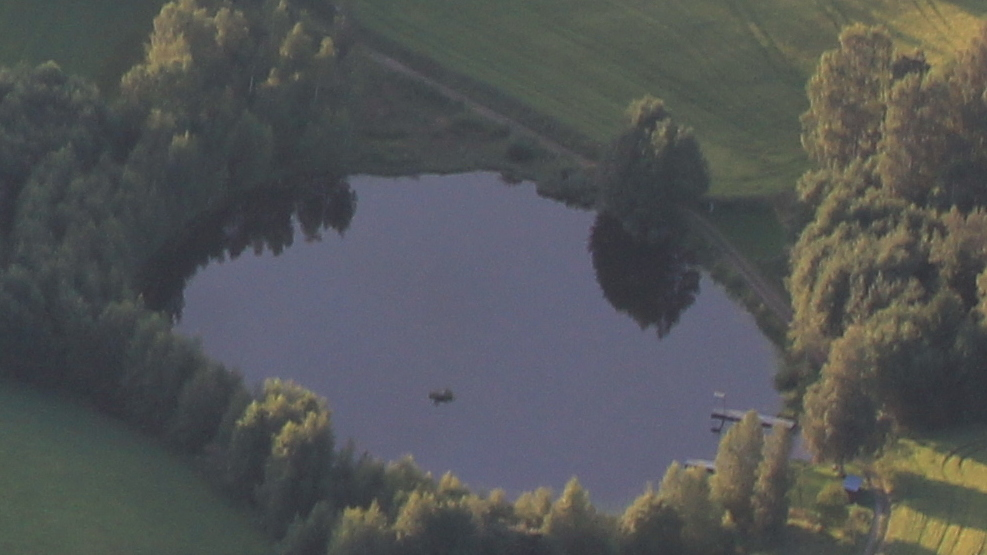
Präst-Olles sjö

Präst-Olles sjö, även Präst-Ollesjön, är en insjö i Djurås, Gagnefs kommun, Dalarnas län. Sjön har en badplats.